# Agatòclia (màrtir)
Agatòclia (Agathocleia, llatinització del nom grec Ἀγαθόκλεια) fou una màrtir cristiana, morta cap al 230. És venerada com a santa per diverses confessions cristianes i és patrona de Mequinensa. En aquesta població també és anomenada Catòquia.

## Biografia
No se sap res de la seva vida, ni tan sols el lloc de naixement o mort, fora de la data de la mort. La tradició diu que era una donzella cristiana, esclava d'una parella que, havent estat cristians, s'havien fet pagans, anomenats Nicolau i Paulina. Els dos sotmetien Agatòclia a abusos i maltractaments físics, per forçar-la a deixar el cristianisme. Com que l'esclava no en volia abjurar, la portaren al magistrat.
Jutjada i torturada, no va voler renunciar a la seva fe i fou condemnada; li fou tallada la llengua i, finalment, fou cremada en una foguera, on morí.

## Veneració
És la santa patrona de Mequinensa, on ha una confraria dedicada a la santa.